# 24 Préludes op. 11 (Skrjabin)

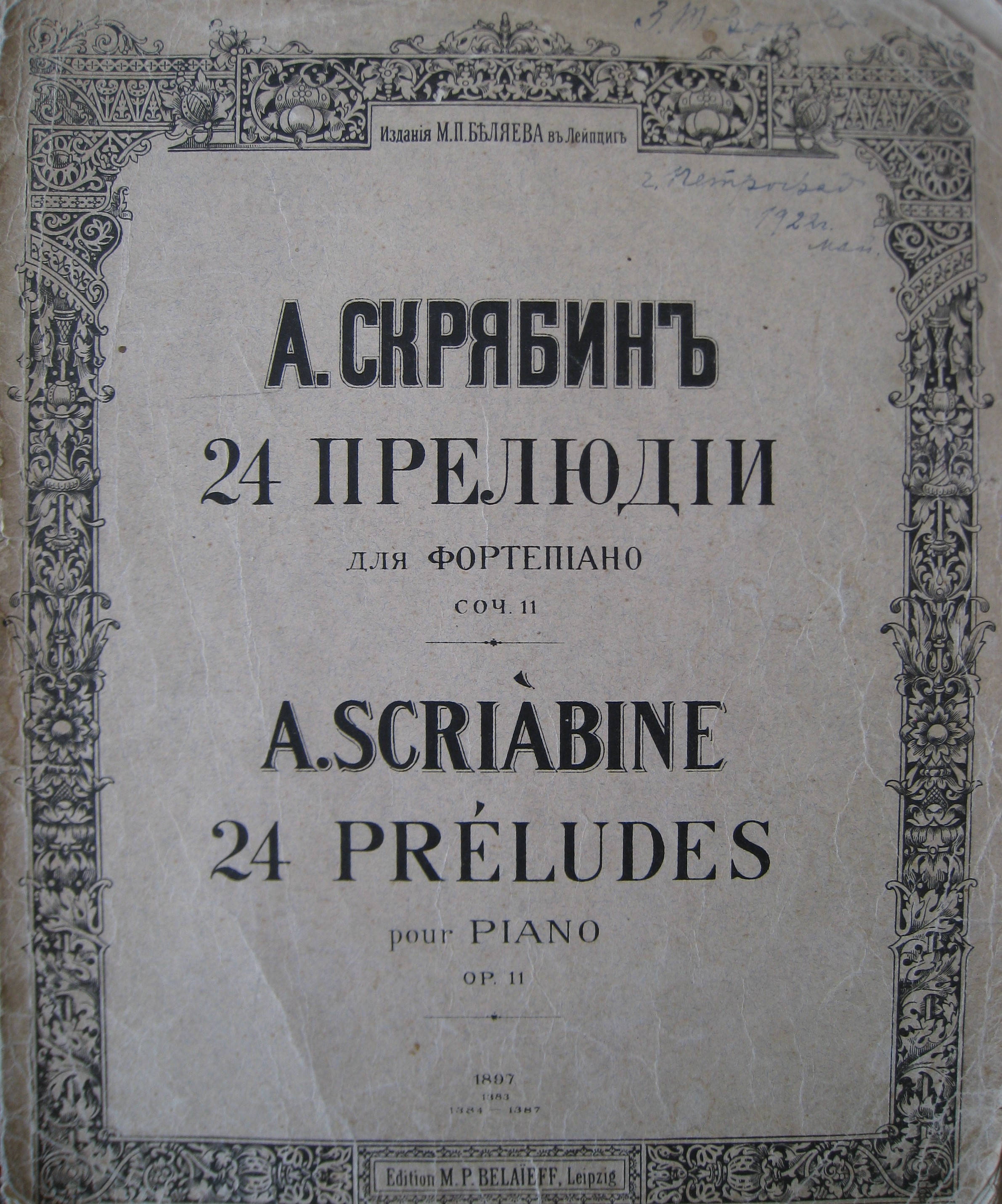
Erste Originalausgabe 1898

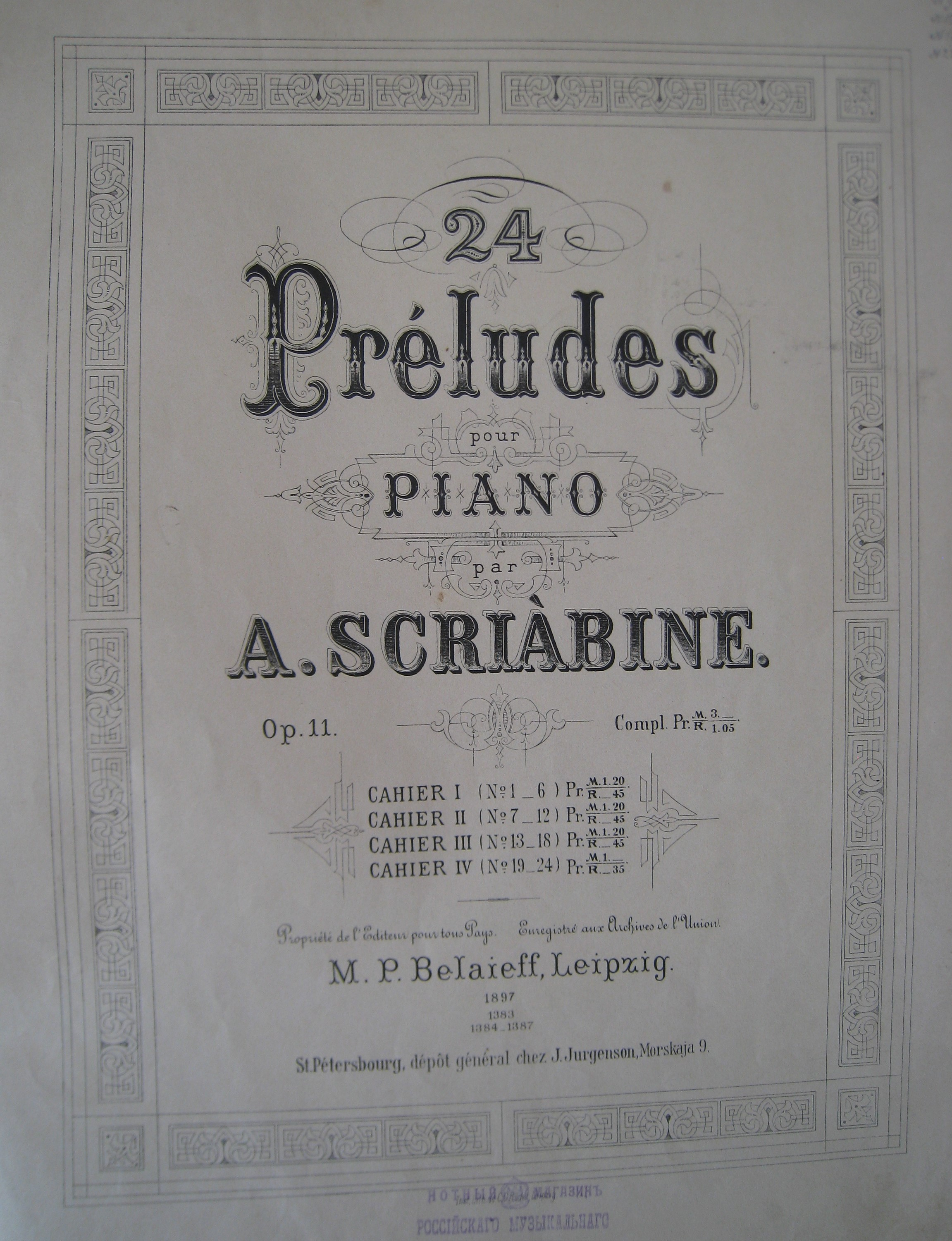
Originalausgabe 1898

Die 24 Préludes op. 11 bilden einen Klavierzyklus von Alexander Nikolajewitsch Skrjabin. Sie entstanden zwischen 1888 und 1896.

## Entstehung
Eines der 24 Préludes op. 11 (Nr. 4 in e-Moll) entstand bereits im Jahr 1888, als Alexander Skrjabin gut 16 Jahre alt war. Im Januar dieses Jahres trat er in das Moskauer Konservatorium ein und noch vor Beendigung des Werkes erhielt er sein Diplom als „freier Musiker“ sowie eine Goldmedaille für das Klavierspiel.
Aufgrund einer starken Entzündung an der Hand trat er 1895 Erholungsreisen nach Berlin, Dresden, Heidelberg, Vitznau, Genua, Nizza und anderen Städten an. Dort entstanden viele der Stücke aus op. 11. 1896 beendete er das Werk in Paris.

## Aufbau
Die 24 Préludes sind in allen Dur- und Molltonarten geschrieben und im Quintenzirkel aufsteigend angeordnet, ebenso wie die 24 Préludes op. 28 von Frédéric Chopin, die in dieser Hinsicht ein Vorbild für Skrjabin waren.
Die Tatsache, dass alle Dur- und Molltonarten genau einmal in Skrjabins op. 11 vorkommen, ist seinem Verleger Mitrofan Petrowitsch Beljajew zu verdanken, der Skrjabin finanziell unter Druck setzte, um dies zu erreichen. Skrjabin kam jedoch Beljajews Forderung, einen weiteren solchen Band zu schreiben, nicht nach. Er schrieb statt weiteren 24 Préludes in verschiedenen Tonarten nur 23 (opp. 13, 15, 16 und 17), von denen einige die gleiche Tonart haben.
Die 24 Stücke der Sammlung tragen folgende Vortragsbezeichnungen (Tonarten in Klammer): Nr. 1 (C-Dur) Vivace – Nr. 2 (a-Moll) Allegretto – Nr. 3 (G-Dur) Vivo – Nr. 4 (e-Moll) Lento – Nr. 5 (D-Dur) Andante cantabile – Nr. 6 (h-Moll) Allegro – Nr. 7 (A-Dur) Allegro assai – Nr. 8 (fis-Moll) Allegro agitato – Nr. 9 (E-Dur) Andantino – Nr. 10 (cis-Moll) Andante – Nr. 11 (H-Dur) Allegro assai – Nr. 12 (gis-Moll) Andante – Nr. 13 (Ges-Dur) Lento Nr. 14 (es-Moll) Presto – Nr. 15 (Des-Dur) Lento – Nr. 16 (b-Moll) Misterioso – Nr. 17 (As-Dur) Allegretto – Nr. 18 (f-Moll) Allegro agitato – Nr. 19 (Es-Dur) Affettuoso – Nr. 20 (c-Moll) Appassionato – Nr. 21 (B-Dur) Andante – Nr. 22 (g-Moll) Lento – Nr. 23 (F-Dur) Vivo – Nr. 24 (d-Moll) Presto

## Prélude E-Dur op. 11 Nr. 9
In op. 11 sind die „zentralen harmonischen, melodischen und rhythmischen Errungenschaften seiner frühen kompositorischen Entwicklung […] wie in einem Brennglas vereinigt“
. Im Folgenden werden einige dieser Merkmale anhand des langsamen, kantabel geführten E-Dur-Préludes aufgezählt und belegt:
- Es ist oft Chromatik enthalten,

z. B. Takt 7–9 im Bass.

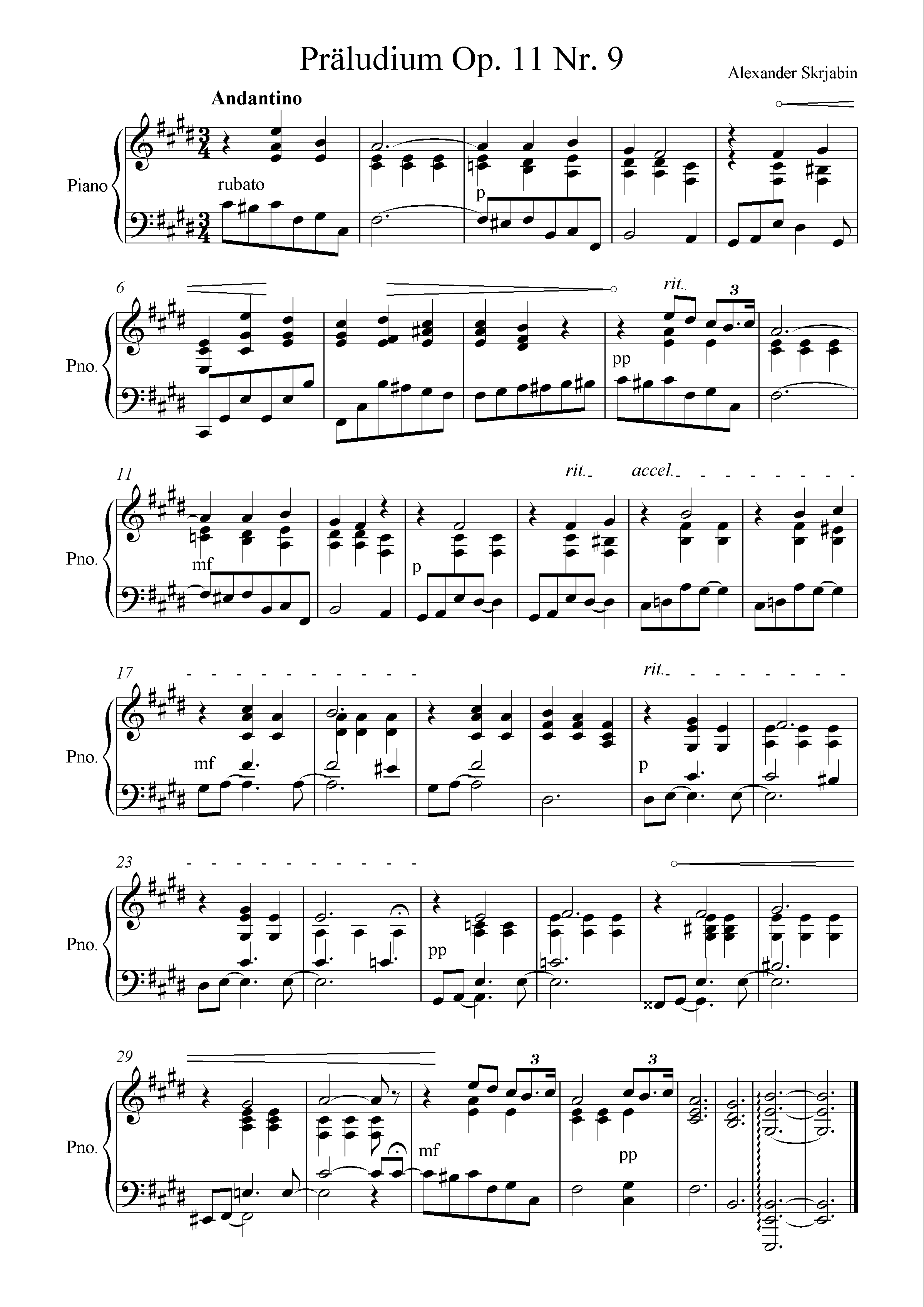
Skrjabin 11 9

- Skrjabin ist bekannt für Quartschichtungen, also das Aufeinandersetzen von Quarten zu Akkorden,

z. B. Takt 4 (erste Viertel rechte Hand).
- Durch Dissonanzen werden Klangfarben erzeugt,

z. B. Takt 3, 5, 11, 16 (je dritte Viertel rechte Hand).
- Die Tempogestaltung ist sehr frei. Das Stück ist von Accelerandi, Ritardandi und Fermaten geprägt.

## Hörbeispiele
- Prélude Op. 11 Nr. 9 E-Dur Andantino anhörenⓘ/?
- Prélude Op. 11 Nr. 10 cis-Moll Andante anhörenⓘ/?
- Prélude Op. 11 Nr. 13 Ges-Dur Lento anhörenⓘ/?